# Yezoceryx choui
Yezoceryx choui är en stekelart som beskrevs av Chiu 1971. Yezoceryx choui ingår i släktet Yezoceryx och familjen brokparasitsteklar. Inga underarter finns listade i Catalogue of Life.